# Полезность
Поле́зность блага или товара — его способность удовлетворять какую-либо человеческую потребность.
Полезность можно разделить на объективную и субъективную. Проблема измерения субъективной полезности в том, что у каждого человека может быть своя оценка полезности, существенно отличающаяся от средней.
Полезность блага тем выше, чем большему числу потребителей оно служит, чем настоятельнее и распространённее эти потребности и чем лучше и полнее оно их удовлетворяет. Полезность является необходимым условием для того, чтобы какой-нибудь предмет приобрёл меновую стоимость. Некоторые экономисты пытались даже построить на полезности теорию меновой ценности (см. ценность). Существует психологический эффект под названием эффект помидора, когда полезное считается бесполезным или даже вредным.

## История
Термин «полезность» был введён английским философом И. Бентамом, который под «принципом пользы» понимал принцип, который «одобряет или не одобряет какое бы то ни было действие, смотря по тому, имеет ли оно (как нам кажется) стремление увеличить или уменьшить счастье той стороны, об интересе которой идёт дело, или, … содействовать или препятствовать этому счастью». Он считал максимизацию полезности руководящим психологическим принципом поведения людей в их стремлении избежать страданий и увеличивать удовольствие (счастье). При этом он руководствуется своими личными вкусами и предпочтениями (субъективность, личностный характер полезности).
Максимизация полезности предполагает способность потребителя сравнивать, соизмерять полезности различных благ и их наборов. Во второй половине 19 века У. Ст. Джевонс, К. Менгер, Л. Вальрас независимо друг от друга и практически одновременно предложили количественную (кардиналистскую) теорию полезности. В основе этой теории лежит предположение о возможности соизмерения полезности различных благ. Ф. Эджуорт, В. Парето, И. Фишер предложили альтернативную порядковую (ординалистскую) теорию полезности. Последняя не предполагает возможности и необходимости количественного соизмерения, достаточно сопоставимости на качественном уровне предпочтений. В 30-х годах XX века эта теория приобрела каноническую завершённую форму благодаря работам Р. Аллена и Дж. Хикса. Теория, основанная на предпочтениях, стала общепринятой и наиболее распространённой.

## Характеристика полезности
1. Полезность не имеет физического или материального существования, поскольку полезность существует в сознании потребителя.
2. Полезность не всегда полезна. Например, алкогольные напитки или сигареты считаются вредными для здоровья, но они могут иметь высокий уровень полезности для алкоголика или курильщика.
3. Полезность не всегда приятна. Например, медицинские лекарства или инъекции не дают никакого удовольствия, но могут иметь высокий уровень полезности для пациентов.
4. Полезность и удовлетворение — разные вещи. Например, потребитель, думая о покупке какого-либо товара, имеет в своей голове представление о полезности этого товара. Но удовлетворение наступает только после приобретения этого товара и/или его потребления. «Полезность» — ожидаемое удовлетворение, в то время как «удовлетворение» — наступившая или реализованная полезность.

## Подвиды полезности
Различают субъективную (англ. cardinal utility — количественная полезность) и объективную (ordinal utility — порядковая полезность) полезности.
Субъективная полезность — это полезность, которая может измеряться, например деньгами, или сравниваться. Например, при потреблении потребителем первого яблока, оно даёт ему самый высокий уровень полезности, второе яблоко даёт меньший уровень полезности, нежели первое. Третье и четвёртое яблоки не дают никакой полезности потребителю или никакого удовлетворения от их потребления, поскольку потребление третьего и четвёртого яблок сразу после первого и второго является чрезмерным для потребителя (см. Теория предельной полезности и Закон убывающей предельной полезности). Здесь наблюдается сравнение полезности яблок, что характерно для кардиналистской (субъективной) полезности.
Объективная полезность — это полезность, которая не может измеряться или сравниваться. Например, полезность воды в реке или песка в пустыне для потребителя не может быть измерена.
Общая полезность — суммарная полезность набора благ.
Предельная полезность — это дополнительная полезность, извлекаемая из потребления дополнительной единицы блага. С ростом количества потребляемого блага, в соответствии с законом убывающей предельной полезности, уменьшается и может стать меньше нуля (то есть совокупная полезность уменьшается от потребления дополнительной единицы блага), однако в некоторых случаях может расти, но потом все равно станет уменьшаться.